# Mocsi
A mocsi (japánul: 餅, もち, Hepburn-átírással: mochi) japán rizssütemény, mely mocsigoméből, vagy más néven ragacsos rizslisztből készül. A rizst pépes állagúvá ütik, majd a kívánt formájúra olvasztják. A mocsit az úgynevezett mocsicuki nevű hagyományos ceremónián készítik, és noha eredetileg a japán újév étele, egész évben fogyasztják.
A mocsi több összetevőjű étel, amely poliszacharidokat, lipideket, proteint és vizet is tartalmaz. A mocsi heterogén elegyet alkot amilopektingélből, keményítőből és légbuborékokból. Ez a rizs jellemző a keményítőben lévő kevés amilozónról és rövid, vagy közepes méretű japonica rizsből származik. A protein koncentráció magasabb benne, mint az átlagos, normál méretű rizsben és a kettő szintén különbözik az amilozón tartalomban is. A mocsi rizsben az amilozón mennyisége elhanyagolható, ennek köszönhetően zselészerű az állaga.

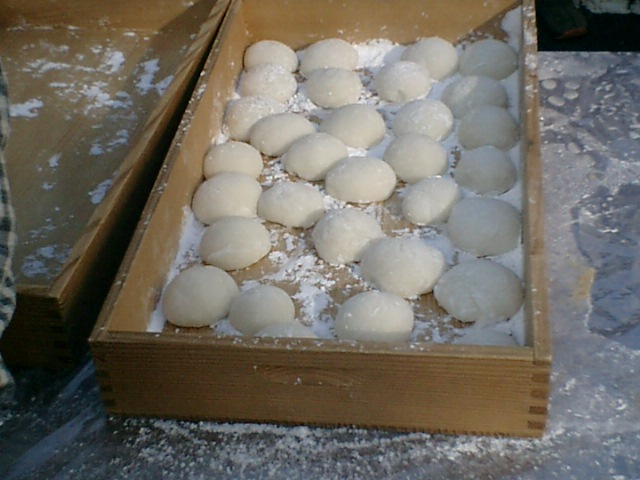
Marumocsi

## Történelem és eredet

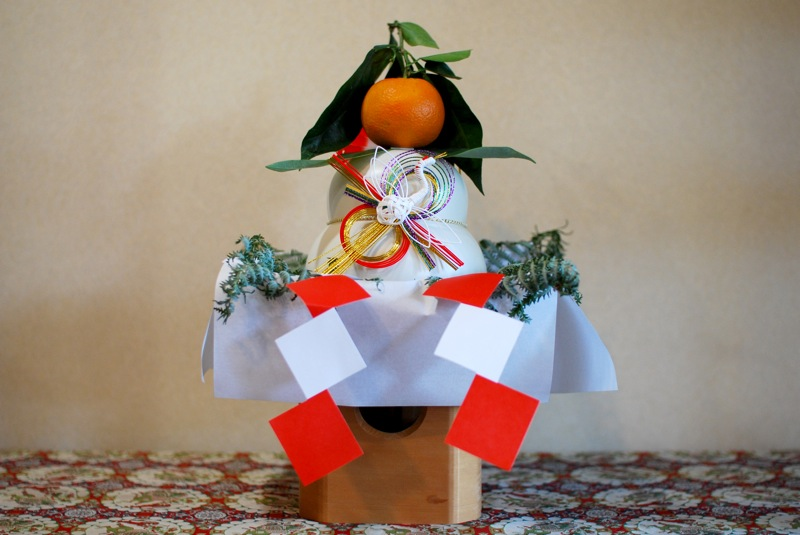
A kagami-mocsi, egy mocsifajta amelyet a japán újév ünneplésekor, december 28-án helyeznek el a családi szentélyen

A mocsi pontos eredetét jelenleg nem ismerjük. Az első mocsicuki ceremónia a kamik földre szállása után történt, amely a rizstermesztés megjelenése után született a Jamatók idejében a Jajoi-korban (Kr. e. 300 – Kr. u. 300). Eredetileg a vörös rizst használták a mocsi elkészítésére. Ebben az időben kizárólag a hadurak és a nemesek fogyasztották a mocsit, mivel úgy tartották, hogy a jó szerencse ómene. A Heian-kor alatt (794–1185) a mocsit az isteneknek szánt ételnek használták, illetve a sintó rituálékban ajándékként, amelyet az arisztokraták adtak elő. A jó szerencse mellett a mocsi a boldog házasság talizmánja is volt.
Az a feljegyzés, amelyben az újévi fesztiválok részeként szerepel, a Heian-korból (794–1185) származnak. A császári udvar előkelői úgy gondolták, hogy a frissen elkészült mocsi hosszú szálai a gazdagságot és jólétet szimbolizálják, még a száraz mocsi segít a fogak erősítésében. Feljegyzések még találhatók a Gendzsi monogatariban (Genji monogatari) is.
A mocsi továbbra is a japán újév egyik hagyományos étele, amelyet ekkor bőségesen vesznek és fogyasztanak. Az egyik különleges típusa a kagami mocsi (tükör mocsi), amelyet a családok az oltárra helyeznek ki minden év december 28-án. A kagami mocsi két egymásra helyezett gömb alakú mocsiból áll, amelyek tetejét naranccsal díszítik (daidai). Ezt a szokást eredetileg a szamurájok gyakorolták, mikor is a mocsi megtörik és ezzel a tükör szimbolizálja az újévi ünneplések végét és az újév elejét.

## Évszakos specialitások

### Újév
- A kagami mocsi egy újévi étel, amelyet feltörnek és megesznek egy kagami biraki (tükör nyitás) nevű rituálé keretében.
- A zóni egy leves, amely rizssütiket tartalmaz. Ezt szintén fogyasztják az Újév napján. A mocsihoz képest a Zóni még tartalmaz zöldségeket is, mint tárót, répát, honeywortot és piros és fehér színű kamabokót.
- A kinako mocsi egy újévi fogás, amelyet hagyományosan az Újév napján készítenek, mint a szerencse szimbólumát. Ennek elkészítésénél a mocsit megsütik tűzön vagy tűzhelyen, majd vízbe mártják, végül megszórják cukorral és kinakóval (szója liszt).

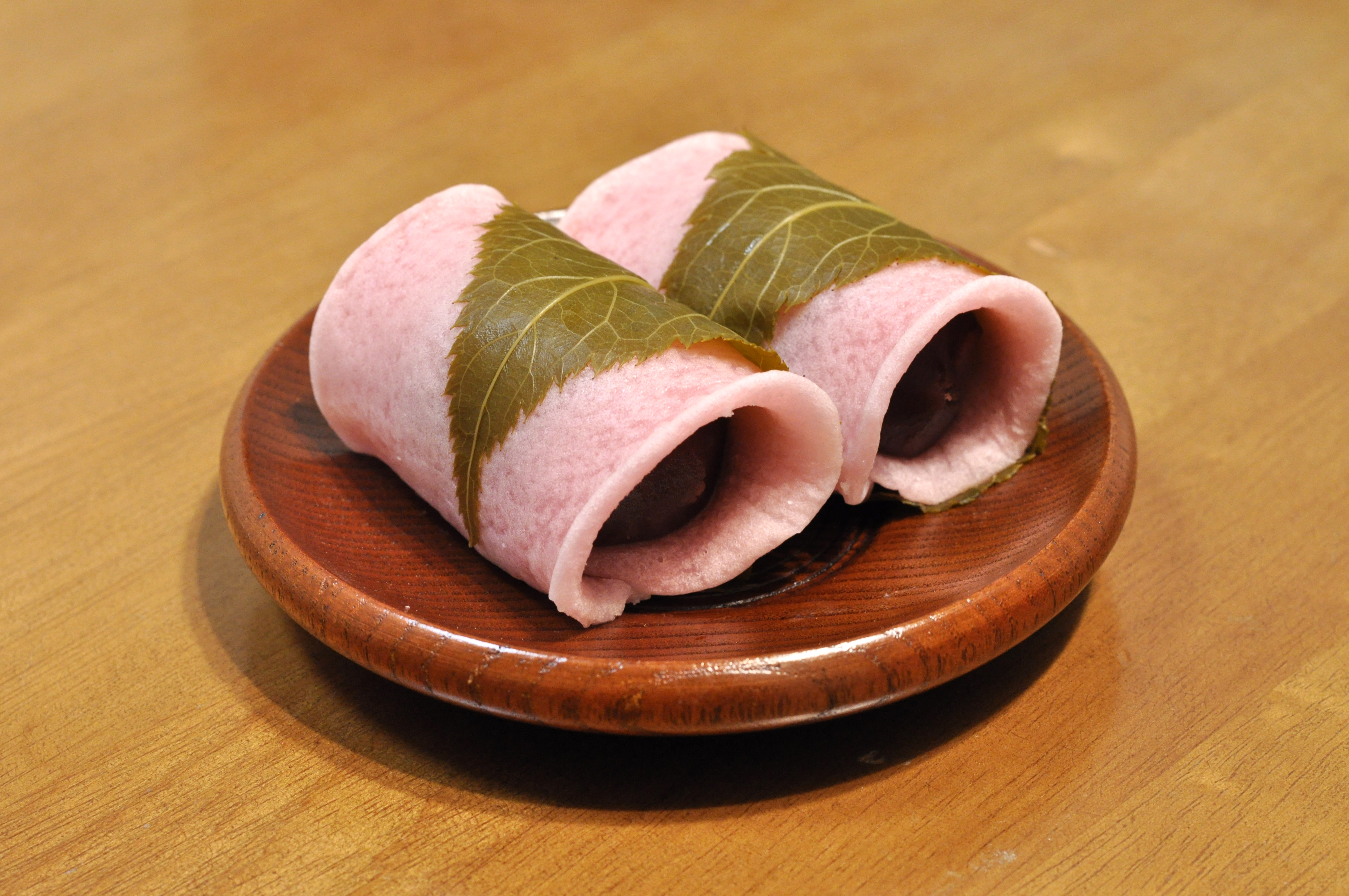
Szakuramocsi

### Tavasz
A cseresznyevirág (szakura) a teljesen kifejlődött tavasz kezdetének a jelképe. A szakuramocsi egy rózsaszín színű mocsi, amelyben édes vörös babpaszta (anko) van és egy ehető, sós cseresznye levélbe csomagolják; ezt az ételt általában tavasszal készítik el.

### Gyereknap (七五三, Shichigosan)
A gyereknapot, vagy más néven ‘sicsigoszant’ Japánban május 5-én tartják. Ezen a napon a japánok a gyerekek boldogságát és jólétét ünneplik. A Kasikava mocsi (Kashikawa mochi) és a csimaki mocsi (Chimaki mochi) kifejezetten ebből az alkalomból készül. A kasikava mocsi egy fehér mocsi, édes vörös babpasztával töltve, amit a kasikava tölgy levelébe csomagolnak. Eredetileg a sicsigosant a Heian-korban kezdték el, amikor magas volt a gyermekhalandóság. Ez egyfajta ünnep volt azoknak a gyerekeknek, akik elérték 3, 5, illetve 7 éves kort.
- A csimaki a dango bambuszlevélbe csomagolt fajtája.

### Lányok Napja (雛祭り、Hinamatsuri)

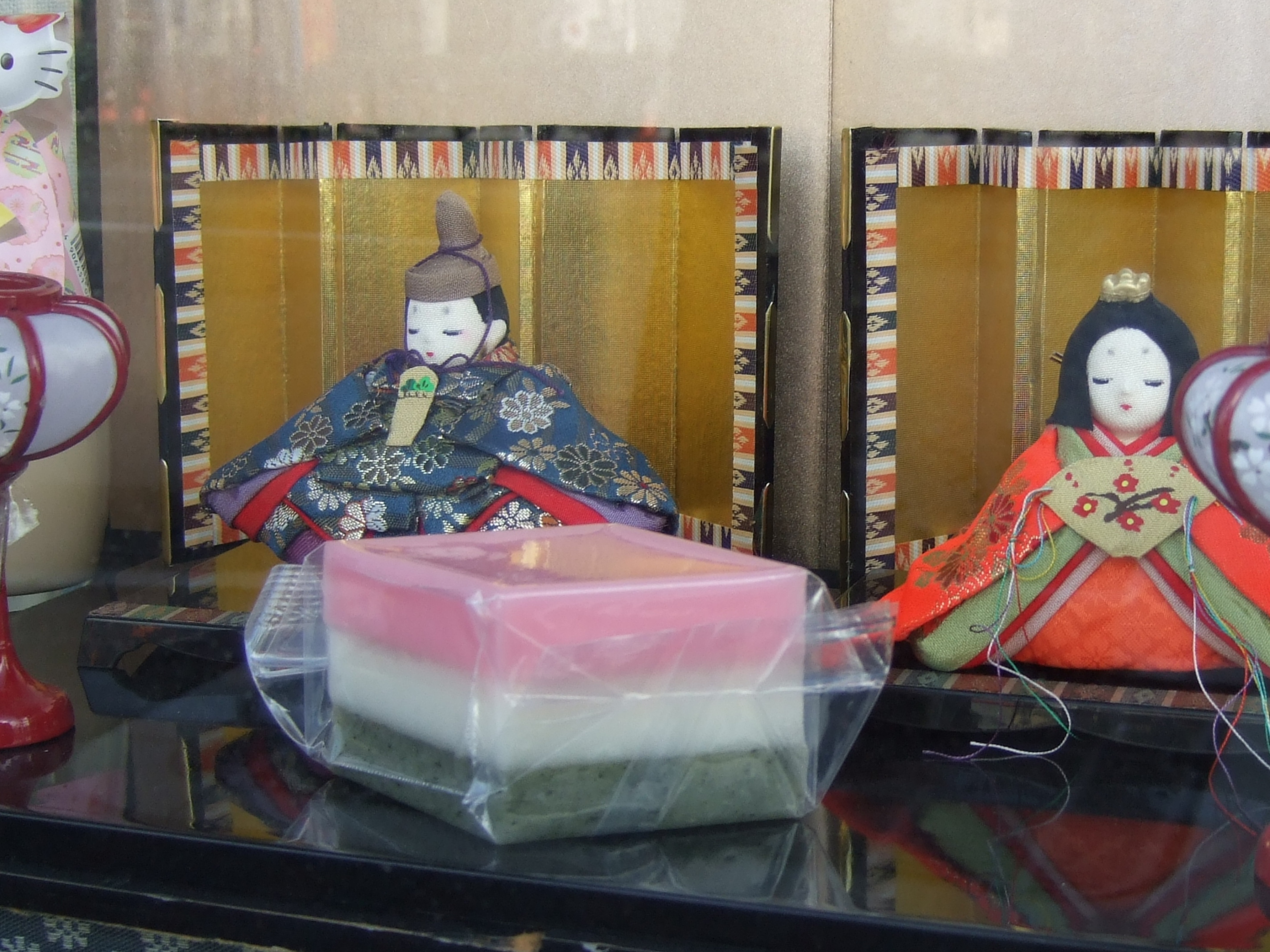
Lányok napja – Hisi mocsi

A hisi mocsi (Hishi mochi) egy szertartásos desszert, amelyet a Hinamacuri vagy ‘Lányok Napjára’ vezető napokon készítenek el. A hisi mocsi egy kocka alakú mocsi, amelynek piros, fehér és zöld rétegei vannak. A három réteget jázminnal, sulyommal és fekete ürömmel festik.

## Hagyományos elkészítés

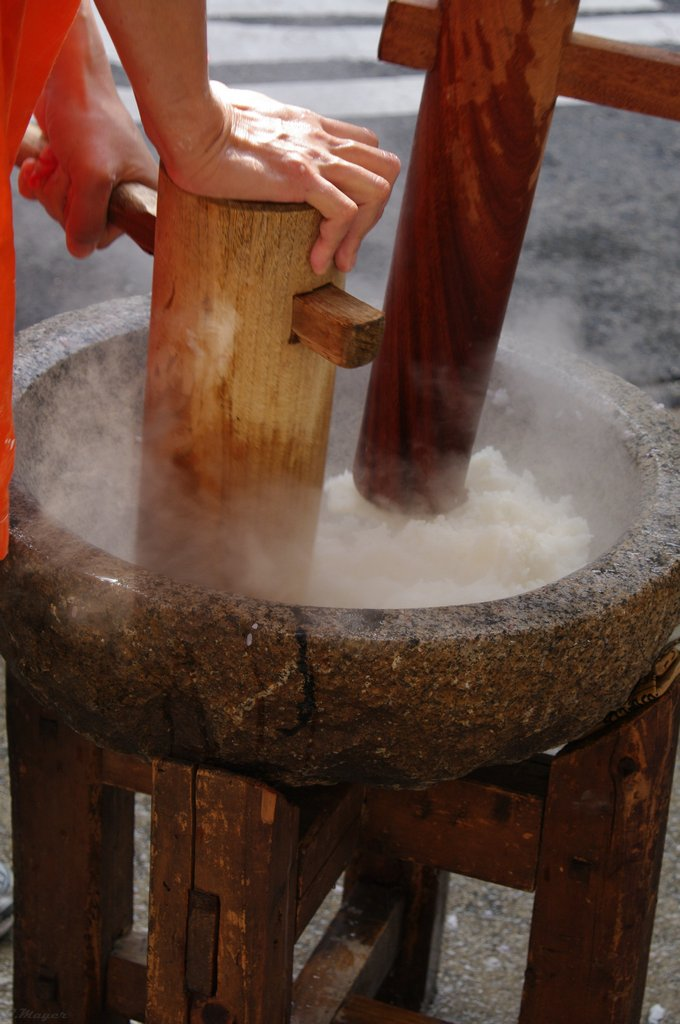
Gőzölt rizs egy kőmozsárban, amelyet egy fa kinével ütnek a mocsicuki idején

Hagyományosan a mocsit egész rizsből, munkaigényes eljárással készítették. A hagyományos mocsi-verő ceremónia Japánban a mocsicuki:
1. A csiszolt ragacsos rizslisztet beáztatják és gőzölik egy egész éjszakán át.
2. A gőzölt rizst fakalapáccsal (kine) pürésítik és ütik egy hagyományos mozsárban (usu). Ez a munka két embert igényel: egyik, aki üti a masszát és a másik, aki pedig forgatja és nedvesíti közben. Muszáj fenntartaniuk egy megszokott ritmust, különben megsérthetik a másikat a nehéz kalapáccsal.
3. A ragacsos massza rögtön utána ehető vagy különböző formákba gyúrható ( általában golyó vagy kocka).

## Modern elkészítése
A mocsit édes rizslisztből készítik (mocsiko). A lisztet összekeverik vízzel és egy tűzhelyen gőzölve, vagy mikrosütőben megmelegítik, majd ezt még egyszer megismétlik, még el nem éri a nyúlós, ragadós, opálos formáját. A két melegítés között a tésztát jól összekeverik, még nem válik nagyjából egységessé.
A modern felszerelésekkel otthon is elkészíthető egy olyan technológiával, ami automatizálja a massza ütését. Az otthoni mocsi-készítő gépek lehetővé teszik azt a helyet és a környezetet, amelyben a mocsi elkészítése elvégezhető.
A mocsi elkészítésének szakaszai a következő részekből állnak:
1. Viszkoelaszticitás vagy a termék nyúlósságának elérése különböző rizsfajták kiválasztása alapján.
2. Az automatikus ütés folyamán kialakuló állag.
3. Méret
4. Ízesítések és töltelékek

A ragacsos és viaszos liszt a legfontosabb nyers alapanyaga a mocsinak. A rizst a nyúlóssága és összenyomhatósága alapján választják ki. Egy kutatás kimutatta, hogy a kantomocsi rizs 172 és BC3, amilopektin eloszlásának variációja adja meg a mocsi keménységét. A kantamocsi rizst keményebbre , törékenyebbre és szemcsésebbre készítik, ezzel minden nemkívánatos tulajdonsága megvan, kivéve a könnyen vághatóság. Tömegtermelésre a rizs fajtájának rágósnak, de könnyen elválaszthatónak kell lennie.
Általában két fajta gép van a mocsi előállításának során a szerelősoron. Az egyik előkészíti a masszát, míg a másik a kívánt formára alakítja töltelékkel, vagy töltelék nélkül. Az első gép irányítja a hőmérsékletet, amelyen a rizs elkocsonyásodik. Egy kutatás kimutatta, hogy a 62 °C felelős a mocsi kocsonyásodásáért. Ha a hőmérséklet 62 °C alá esett, akkor a keményedés túl lassú volt. Eszerint, a 62 °C alatti hőmérséklet nem megfelelő a massza elkészítéséhez.

## Feldolgozás/Folyamat
A mocsi egy változata az alacsony kalóriatartalmú, alacsony zsírtartalmú rizssütinek. A süteménynek két elengedhetetlen nyers alapanyaga van, a rizs és a víz. A ragacsos rizs (más néven sweet rice, Oryza Sativa Var/Oryza Glutinosa, Glutinous sticky rice, >Glutinous rice, Waxy rice, Botan rice, Biroin Chal, Mocsi rizs, gyöngy rizs, és Pulut), akár barna, akár fehér a legjobb a mocsi elkészítésére, még a hosszú szemű változatok nem nyúlnak megfelelően. A víz elengedhetetlen az elkészítés első szakaszaiban. A többi hozzávaló, mint a só, illetve az ízesítések fontosak a laktatóság és az íz elérésében. Mivel a hozzávalók törékenységet okozhatnak a masszában, így csak akkor lehet hozzáadni, ha a massza már meg van formálva. A masszát gőzölni kell (inkább, mint forralni) még el nem éri a sima és nyúlós állagát. Ezután a rizsgolyókat kinyújtják és felvágják, vagy golyókká formálják. A tömeggyártásban használt gépek hatalmas beruházásokat jelentenek és megfelelő nedvességnek kell lennie, hogy a termék felhívja a fogyasztók figyelmét.
A mocsi gyártásának folyamata a következőkből áll:
1. Az első lépés, hogy a rizst megszórjuk, amelyet az áztatási módszerrel vagy a páratartalom módszerrel tehetünk meg. Az áztatásos módszer az, amikor a rizst annyi ideig áztatjuk vízben, hogy elérje a megfelelő állagot (például 10 kilogramm rizst 6-12 órán át áztatunk). A végső állapotnak annak kell lennie, amikor a rizs 50%-kal nagyobb, mint a száraz megfelelője. A párásító módszerben a rizst egy gépben forgatják, amely gép hasonlít egy gabonaszárítóra. A gép meleget fúj és párásítja közben levegőt.
2. Miután beáztattuk a rizst, hagyni kell megszáradni. Ehhez a lépéshez szükség van egy mechanikus szárítóra vagy egy melegített környezetre. Általában ezt 38°-82 °C-on végzik el. A szárítás ideje több összetevőtől függ, mint például a rizs mennyisége, kémiai összetétele és a környezet hőmérséklete.
3. A következő lépés a sütés. A beáztatott majd megszárított rizst megsütik egy sütőben vagy egy mechanikus sütőben. A rizst ezután áthelyezik egy körülbelül 1,3 cm mély, hosszú tálcára, amelyet egy 90°-200 °C-os környezetben helyeznek el 30-60 percig, még a rizs világosbarna színűvé nem válik.
4. Miután megsütötték, elhelyezik egy 27 °C alatt lévő környezetbe, hogy kihűljön.
5. Ezután a sült rizst megőrlik a malomban.
6. A rizslisztet ezután belehelyezik a rizssüti gépbe. Minden gyártónak körülbelül 80-90 gépe van, amelyek mindegyikében van 1-3 főzőfej, amely képes minden 15 másodpercenként egy mocsi legyártására.
7. Minden rizslisztet be kell áztatni valamilyen folyadékba. A különböző fajta mocsikat különböző típusú folyadékokba áztatják, mint például víz, tej, erőleves, gyümölcslé, szaft, vagy növényi tej (mint például szója- vagy mandula tej).
8. A beáztatott lisztet ezután tölcsérekbe helyezik, melyek a gépek fölött helyezkednek el.
9. A beáztatott rizsliszt ezután a tölcsérből a vasformákba vagy a sütőfejekbe kerül a gravitáció segítségével. Ezután a formákat több száz fokra hevítik.
10. Miközben a formák ki vannak téve a több száz fokos hőségnek, a tálcákat kinyitják és a formákat vákuumnak teszik ki (hő és nyomás kombinációja).
11. 8-10 másodperc után a formák fedelei terjedni kezdenek és velük együtt a nyomás is nőni kezd. A nyomás és a hő kombinációjának munkájának következtében a sütik teljesen elterjednek a formákban.
12. Miután elérik a megfelelő kiterjedést, a vasformák/sütőfejek kinyílnak és engedik, hogy a sütemény finoman a futószalagra essen.
13. A szalagok körbeviszik a süteményeket a szórófejekhez, amelyek különböző ízesítéseket és hozzávalókat szórnak rájuk. Az ízesítéseket a különböző fajta mocsik határozzák meg. Általában a természetes ízesítőket részesítik előnyben (só, eper, mangó, áfonya, alma, fahéj, karamell, mandula, szalsza, nacsó, takó és tamari hínár).
14. Miután hozzáadták az ízesítéseket, a süteményeket tovább szállítják a szárító alagútba, ahol teljesen elveszítik nedvességüket.
15. Az utolsó állomás, amikor a szalagok az elkészült mocsit a csomagolóba szállítják. A csomagolóban a sütiket alaposan átvizsgálják törések és sérülések után kutatva, majd felhalmozzák, csomagba rakják, lezárják és címkézik.

## Tartósítás
A mocsi tartósításának legjobb módszere a rövid időre való lehűtés. Ahhoz hogy huzamosabb időre egy halom mocsit tároljunk a fagyasztás ajánlott. A legjobb módszer a fagyasztásra tartalmazza a mocsik előre elcsomagolását műanyag zacskókba. Habár a mocsit majdnem egy évig el lehet tenni fagyasztva, a fagyott mocsi elveszítheti az ízét és puhaságát, vagy fagyásból adódó égéseket is okozhat.

## Hozzávalók
A mocsi viszonylag könnyen elkészíthető, mivel csak egy maroknyi hozzávalóra van szükség a sima, természetes fajta elkészítéséhez. A fő összetevője a siratamako vagy mocsiko, más néven a japán édes ragacsos rizsliszt. Mind a siratamako és a mocsiko mocsigoméből készül, amely egy japán, rövid szemű, ragacsos rizsfajta. A különbség a kettő között az állagban és az elkészítés módjában mutatkozik meg. A siratamako sokkal kifinomultabb és jobb liszt, amely simább és rugalmasabb érzésű. A mocsiko kevésbé finomított és sokkal tésztásabb állagú.
A többi hozzávaló tartalmazza a vizet, cukrot és kukoricakeményítőt az összeragadás elkerülése érdekében. Több hozzávaló is hozzáadható, hogy különböző típusú mocsit kapjunk.

## Tápérték
A kalóriasűrűsége egy gyufásdoboz-méretű mocsi darabnak összevethető egy tál rizzsel. A japán farmerekről ismert, hogy mocsit fogyasztanak télen az állóképesség növelése érdekében, még a japán szamurájok mocsit vittek magukkal a küldetéseikre mondván, hogy könnyű vinni és elkészíteni. A mocsi glutén- és koleszterinmentes , mivel rizslisztből készül.

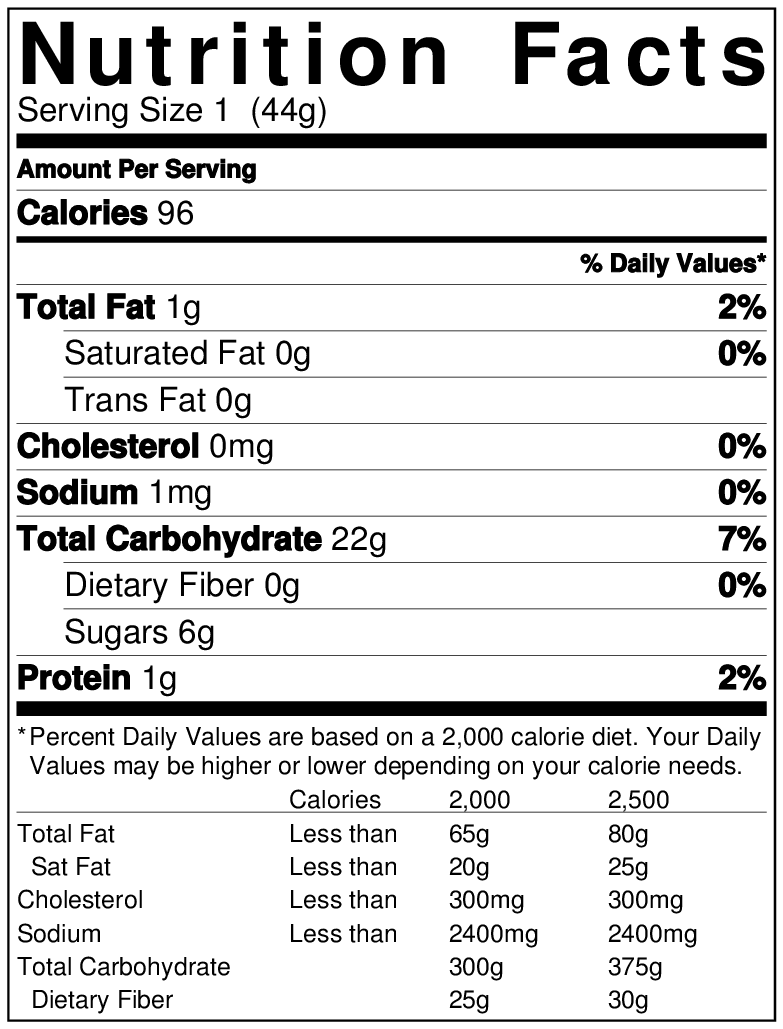
Tápérték tények a mocsiról.

Egy átlag 44 grammos darab 96 kalóriát, 1 gramm zsírt, ebből semennyi telített zsírt, 1 milligramm nátriumot, 22 gramm szénhidrátot, 0 gramm élelmi rostot, 6 gramm cukrot és 1 gramm proteint tartalmaz.
Tápértékileg a mocsi elsődlegesen szénhidrátokat tartalmaz, amely főleg keményítő formájában jelenik meg.

## A rizsliszt kémiai és szerkezeti összetétele
Az amilózon és az amilopektin is része a keményítőnek és a poliszacharidokat a D-glükózból készítik. A nagy különbség a kettő között, hogy az amilozón egyirányú, mivel csak alfa 1-4 glikozidos kötéseket tartalmaz. Ezzel ellentétben az amilopektin egy szétágazó poliszacharid, mert alfa 1-4 glikozidos kötéseket tartalmaz és alkalmanként, körülbelül minden 22. D-glükózon van egy alfa 1-6 glikozidos kötés is. A ragacsos liszt majdnem 100%-ban amilopketinből áll (egyike a két hozzávalónak amely a keményítőben található) és majdnem teljesen hiányzik belőle az ellentéte, az amilozón, a benne lévő keményítő részekből. A nem-ragacsos rizs szemek 10-30% tömegszázalékban amilozónból és 70-90% tömegszázalékban amilopektinből állnak.
A ragacsos vagy viaszos típusú keményítő a kukoricában, cirokban, búzában és rizsben található meg. Az az egyik érdekes tulajdonsága, hogy a jód a ragacsos rizst pirosra , még a nemragacsos rizst kékre fogja be. Ez a látványosság akkor következik be, amikor a jód összekapcsolódik a jodiddal, hogy tri-jodidot vagy penta-jodidot alkosson. A penta-jodid a keményítő molekula az amilozón és az amilopektin kék és piros közé ágyazódik be. A zselés és viskózus állaga annak köszönhető, hogy az amilopektin jobb nedvszívó képességű, mint az amilozón, így jobban vonzódik a vízhez. Mikor a víz érintkezik a keményítő szemcséjével feldagasztja azt, még az amilozón elhagyja a szemcsét és egy kolloid oldattá elegyedik össze. Más szóval, minél nagyobb az amilopektin-tartalom, annál nagyobbra duzzadnak a keményítő részecskék.
Habár az amilopektin tartalom fontos szerepet játszik a viszkozitás meghatározott jellemzőjeként, olyan tényezők, mint a hő nagyban befolyásolják a duzzadást, mivel ez növeli a keményítő szemcse vízfelvevő képességét. Becslések szerint a duzzadás 10%-kal nő minden 10 °C növekedés után.

Az amilozón felépítése alfa 1-4 glikozidos kötéssel

Az amilopektin felépítése alfa 1-4 glikozidos kötéssel

A magas amilopektin tartalmát a viaszos vagy ragacsos rizsnek genetikailag a viaszos- vagy viasz gén határozza meg. A nagyobb mennyiségű viszkozitás és zselésedés az amilopektin láncok eloszlásától függ. Azok a szemek, amelyekben ez a gén megtalálható, mutánsoknak nevezik, amely magyarázatot ad arra, hogy a legtöbbjüket, amelynek 0% az amilozón tartalma, miért termesztik szelektíven. A következő táblázat összegzi az amilozón és amilopektin tartalmat a különböző keményítőkben, legyen viaszos vagy nem-viaszos:
| keményítő           | Amilozón % | Amilopektin % |
| Burgonya            | 20         | 80            |
| Édes burgonya       | 18         | 82            |
| Nyílgyökér          | 21         | 79            |
| Tápióka             | 17         | 83            |
| Kukorica (tengeri)  | 28         | 72            |
| Viaszos kukorica    | 0          | 100           |
| Búza                | 26         | 74            |
| Rizs (hosszú szemű) | 22         | 78            |

A ragacsos rizs áztatása egy elemi része a mocsi készítésében, legyen az hagyományos vagy ipari módszer. Ezalatt a folyamat alatt a ragacsos rizsben csökken a proteintartalom az áztatás következtében. Azok a kémiai anyagok, amelyek az alap vagy ’természetes’ mocsi ízét adják az etil-észter-ecetsav, etanol, 2-butanol, 2 metil 1-propanol, 1-butanol, 3-metil 1 butanol, 1-pentanol és a propán-sav.
A mocsi általában kizárólag csak ragacsos rizslisztből készül, habár vannak olyan fajtái, amelyek sót, fűszert és ízesítőket tartalmaznak, mint például a fahéj (fahéjaldehid). Az olyan adalékok, mint a szacharóz, szorbit vagy a glicerin hozzáadhatók a viszkozitás és zselésedés növelésének érdekében. Az olyan adalékok, amelyek csökkentik a retrogradációt általában addig nem kerülnek bele, még az amilopektinnek nincsen egy stabil szavatossági ideje köszönhetően a magas amilopektin tartalomnak.

## Viszkoelaszticitás
A mocsi rágós tulajdonságát a benne levő poliszacharidoknak köszönheti. A viszkozitás és ruganyosság, amely a rágósságát adja, több tényező befolyása alatt áll, mint például a keményítő koncentrációja, a megduzzadt keményítő szemcsék szerkezete, a melegítés állapota (hő, melegítési idő és a melegítés foka), valamint a polimerláncot összekötő zónák. Minél több összekötő zónát tartalmaz, annál erősebb a gél kohéziós ereje , amely miatt sokkal szilárdabb anyagot alkot. A tökéletes mocsiban a viszkozitás és ruganyosság tökéletes egyensúlyban van, tehát nem nyújthatatlan és törékeny, de inkább nyújtható, mint kemény.
Rengeteg tesztet végeztek el a mocsi viszkoelaszticitását befolyásoló tényezőkön. A szúráspróba kimutatta, hogy azok a minták, amelyek magasabb szilárdtartalommal (poliszacharid) rendelkeznek ellenállóbbak és emiatt erősebbek és szívósabbak. A megnövekedett ellenállás a szúrástesztnél azt jelzi, hogy az oldott koncentráció egy merevebb és keményebb gélhez vezet, amelyben megemelkedik a kohéziós kötések száma, a belső kötések száma, a ruganyossága , ami azt jelenti, hogy az anyagáramlás csökken vagy a viszkozitás nő. Ezeket az eredményeket a melegítés idejének növelésével is elérhetjük.
Elvégeztek egy érzékszervi értékelést összevetve a mocsi keménységével, ragacsosságával és ruganyosságával, amelyet az anyagkoncentrációval és melegítési idővel kapcsoltak össze. Hasonlóan, mint a szúrástesztnél, itt is kimutatták, hogy a keménység és a ruganyosság összefüggésben van a melegítési idő növelésével és a szilárd koncentrációval. Habár a minta ragacsossága nő a melegítési idő növelésével és a szilárd koncentrációval egy adott szintig, efelett a szint felett a fordított érték megfigyelhető.
Ezek a kapcsolatok fontosak, mert a túl kemény vagy ruganyos mocsi nemkívánatos, ahogy az a túl ragacsos sem, amelyik a konténer falához ragad.

## Veszélyek
A mocsi minden évben okoz fulladásos halált Japánban, kifejezetten az idősebb korosztályoknál. A Tokiói Tűzoltóság szerint, akik ezekre a fulladásos esetekre felelnek, a mocsi több, mint 100 embert küld kórházba és ez csak Tokióban. A tűzoltóság szerint 2006 és 2009 között 18 ember halt meg a mocsitól való fulladásban a japán fővárosban. 2011 januárjában, a japán média 8 esetet közölt, amely a mocsihoz köthetően történt Tokióban.
A japán hatóságok minden évben figyelmeztetik az embereket, hogy evés előtt vágják apró darabokra a mocsit. A Tokiói Tűzoltóságnak külön weboldala is van, ahol ötleteket adnak, hogyan segítsenek a mocsitól fuldokló embereken.

## Népszerű használata
Habár a mocsi általában önmagában kerül fogyasztásra, mint a főétel egy fontos összetevője, sok elkészített ételhez használják hozzávalóként.

### Édesség
Rengeteg fajta vagasi (wagashi) és mocsigasi (mochigashi) (hagyományos japán édességek) készül mocsival. Például a daifuku, amely egy gömb alakú, puha mocsi, melyet édes vörös babkrémmel (anko) vagy fehér babkrémmel (shiro an) töltenek meg. Az icsigo daifuku (ichigo daifuku) egy változata ennek, amelybe egy egész epret tesznek.
A kusza mocsi (kusa mochi) egy zöld változata a mocsinak, amit jomogival (yomogi, fekete üröm) színeznek. Amikor a daifukut kusa mocsival készítik, akkor jomogi daifukunak nevezzük.

### Fagylalt
Egy kis golyó jégkrémet tesznek a mocsiba, hogy fagylalt mocsit készítsenek belőle. Japánban ezt a fajtát a Lotte nevű konglomerátum gyártja Jukimi Daifuku (Yukimi Daifuku), ‘hó-néző daifuku’ néven.

### Leves
- Az osiruko (Oshiruko) vagy ozenzai egy édes azuki babos leves mocsidarabokkal, amelyet a japánok előszeretettel fogyasztanak télen, hogy felmelegedjenek.Egy kerek mocsi a dangó, amelyet festhetnek, vagy színtelenül is hagyhatnak

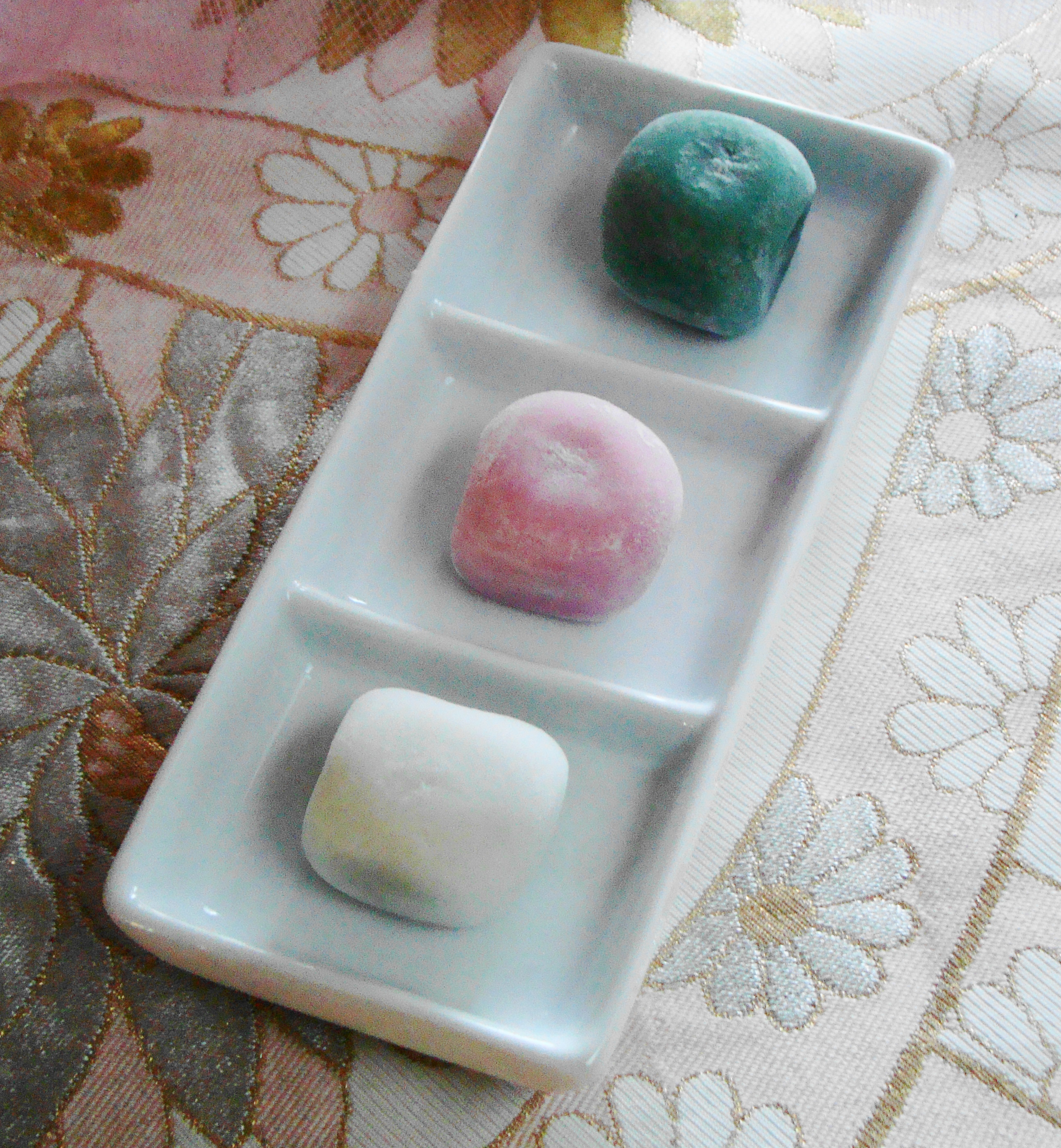
Egy kerek mocsi a dangó, amelyet festhetnek, vagy színtelenül is hagyhatnak

- A csikara udon (chikara udon, erő udon) egy leves, amelyet udon tésztával készítenek és a tetejére pirított mocsit tesznek.
- Zóni (zouni), lásd az újévi különlegesség alatt.

## Egyéb változatok
- A dangó egy japán gombóc, amelyet mocsikóval készítenek (rizsliszt).
- A varabimocsi (warabimocsi) nem egy igazi mocsi fajta, hanem egy zselé-szerű édesség, amelyet páfrány keményítővel készítenek és cukros kinakóval (szójabab liszt) hintenek meg, vagy mártják bele. Ez a nyári időben népszerű és sokszor árulják autókból, nem ellentétben a nyugati fagyis kocsival.
- A mandzsú (Manjū, 饅頭、まんじゅう) nem egy igazi mocsi, de egy népszerű és hagyományos japán édesség, amelyet lisztből, rizsporból, hajdinából és vörös babpasztából készítenek.
- A jókan (Yōkan ,羊羮) egy vastag, zselé-szerű sütemény. Általában vörös babpasztából, agaragarból, és cukorból készítik. Két fő fajtája van: Neri jókan és mizu jókan.
- Nemrég mutatták be a ‘moffle’-t (goffri, amelyet pirított mocsiból készítenek). Ezt egy különleges gépben készítik el, szintúgy a hagyományos goffri sütőben is.

## Japánon kívüli változatok

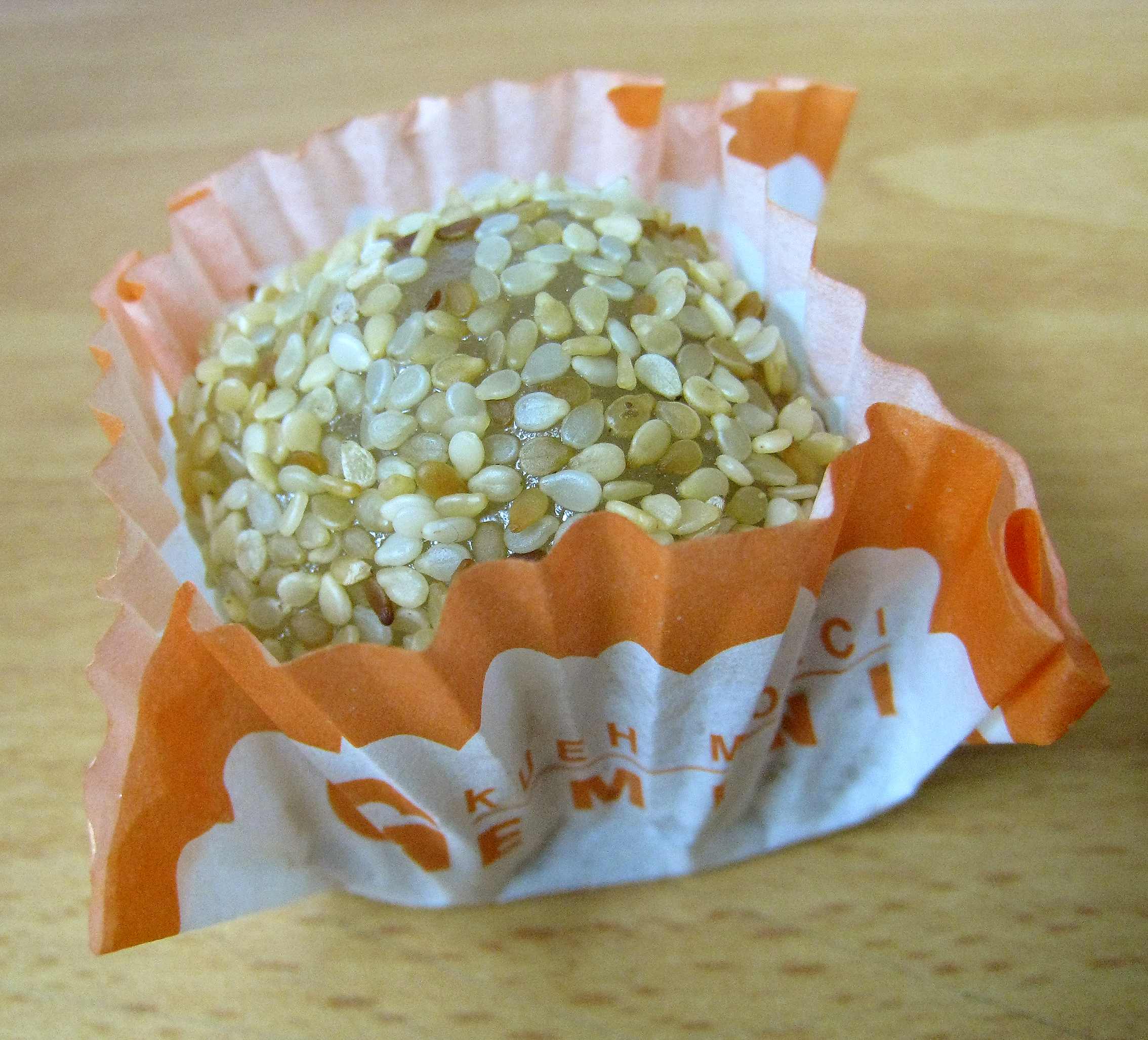
Kue mocsi Indonéziában, Ragacsos rizssüti mogyoróval töltve és szezámmagba forgatva

Tajvanon a hagyományos Hakka és Hoklo zúzott rizssütit tauchinak (Kínai: 豆糍; Pe̍h-ōe-jī: tāu-chî) hívják és több fajtája és formája van, pont, mint Japánban. A hagyományos Hakka tauchit ragacsos rizsgubaként tálalják, amelyet mogyoró vagy szezámporral fedtek be egészen addig, még a Japán korszak be nem mutatta a népszerű japán stílusú mocsit. Manapság a tajvani mocsit sokszor töltik meg babpasztával.
Kínában a tangyuant ragacsos rizslisztből készítik, amelyet összekevernek egy kis vízzel, hogy golyókat formázzanak belőle, majd megsütik,megfőzik és a forrásban lévő vízben tálalják. A tangyuant fekete szezámpasztával vagy mogyorópasztával töltik meg.
Hongkongban és egyéb kantoni régiókban a hagyományos Lo Mai Chi (Chinese: 糯米糍 no mai ci) ragacsos rizslisztből készül, amelyet golyóra formáznak és megtöltik zúzott mogyoróval, kókusszal, vörös babpasztával és fekete szezámpasztával. Modern ízesítésekkel is fellelhető, mint a zöld tea, mangó, táró, eper, stb.
A Fülöp-szigeteken a fülöp édes nassolnivaló, amelyet tikoynak (Chinese: 甜粿; Pe̍h-ōe-jī: tiⁿ-kóe) hívnak hasonlít a japán mocsihoz. Ezen kívül van még egy hasonló finomság, amelyet espasolnak hívnak és hasonló ízű a japán kinako mocsihoz, mivel sült rizslisztből készítik (nem kinakóbol, hanem szója lisztből).
Koreában a chapssal-tteok (Hangul: 찹쌀떡) gőzölt rizsből vagy gőzölt ragacsos rizslisztből készül.
Indonéziában a kue mocit általában édes vörös babpasztával töltik és szezámmaggal fedik be. A kue mocsi sukabumiből, Nyugat-Jávából származik.
Malájziában a loh mai chi ragacsos rizslisztből készül és zúzott mogyoróval töltik meg.
Tajvanon van egy daifukuhoz hasonló puhább fajtájú édesség, amelyet moachinak (Chinese: 麻糍; Pe̍h-ōe-jī: moâ-chî) hívnak a tajvani hokkienben és mashunak (Chinese: 麻糬; pinyin: má-shû) a tajvani mandarinban.
Hawaiion van egy ‘vaj mocsi’ nevű változat amelyet vajjal, cukorral, kókusszal és egyéb hozzávalókkal készítenek, majd piskótatésztaként sütnek meg.

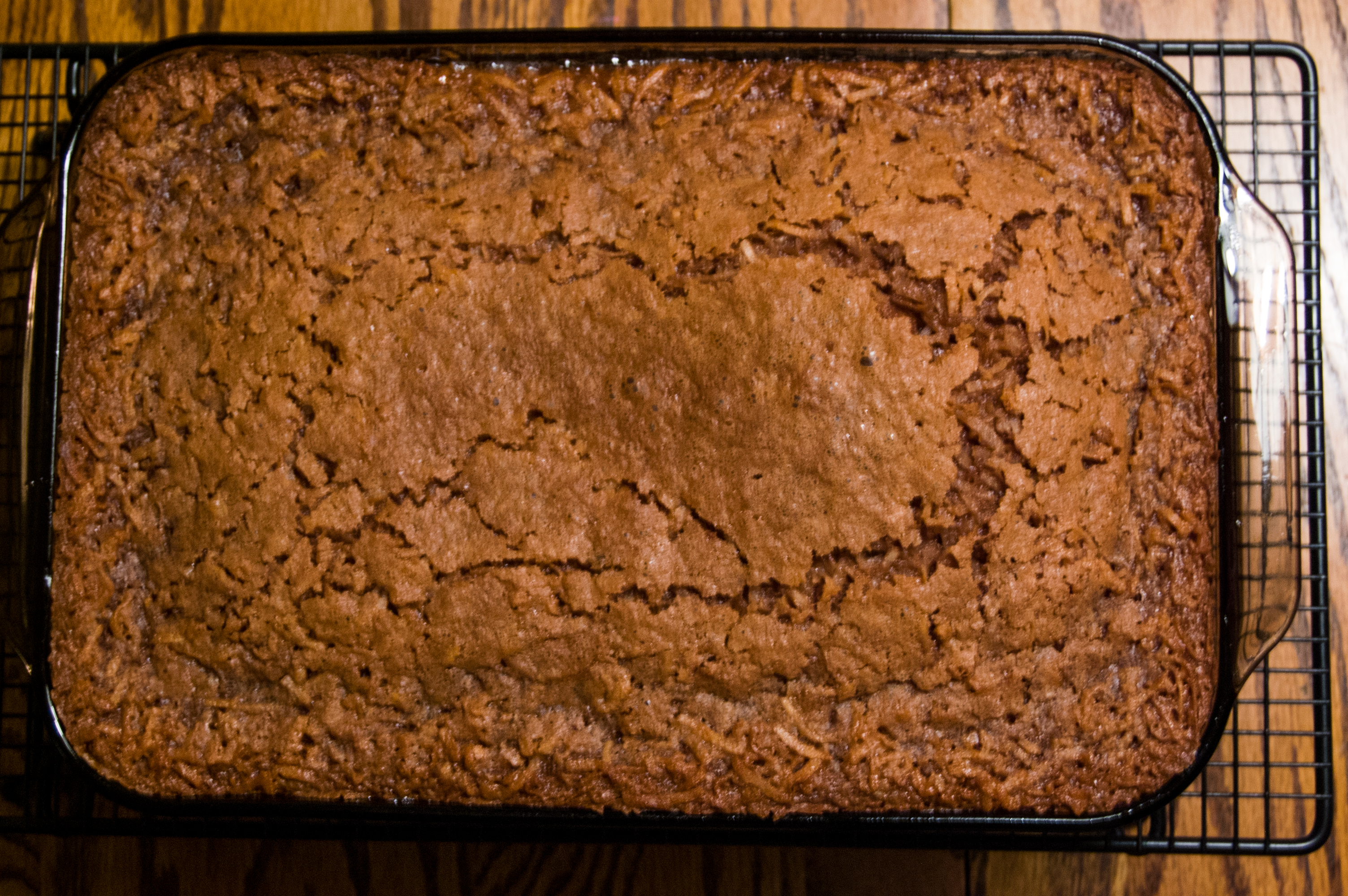
kókuszvaj mocsi, hawaii recept alapján elkészítve